# Ciekawski żółwik
Ciekawski żółwik (ros. Коротышка — зелёные штанишки) – radziecki krótkometrażowy film animowany z 1987 roku w reżyserii Iwana Dawydowa. Według bajki łotewskiego pisarza Žanisa Grīvy.

## Obsada (głosy)
- Natalija Szwec jako żółwik
- Aleksandr Grawe jako dziadek żółwika
- Swietłana Charłap jako żabka
- Tatjana Szabielnikowa jako żar-ptak

## Wersja polska
- Wersja polska: Studio Opracowań Filmów w Łodzi
- Reżyseria: Maria Horodecka
- Dialogi: Elżbieta Włodarczyk
- Dźwięk: Elżbieta Matulewicz
- Montaż: Ewa Rajczak
- Kierownictwo produkcji: Edward Kupsz

Źródło: